# Omikron Andromedae

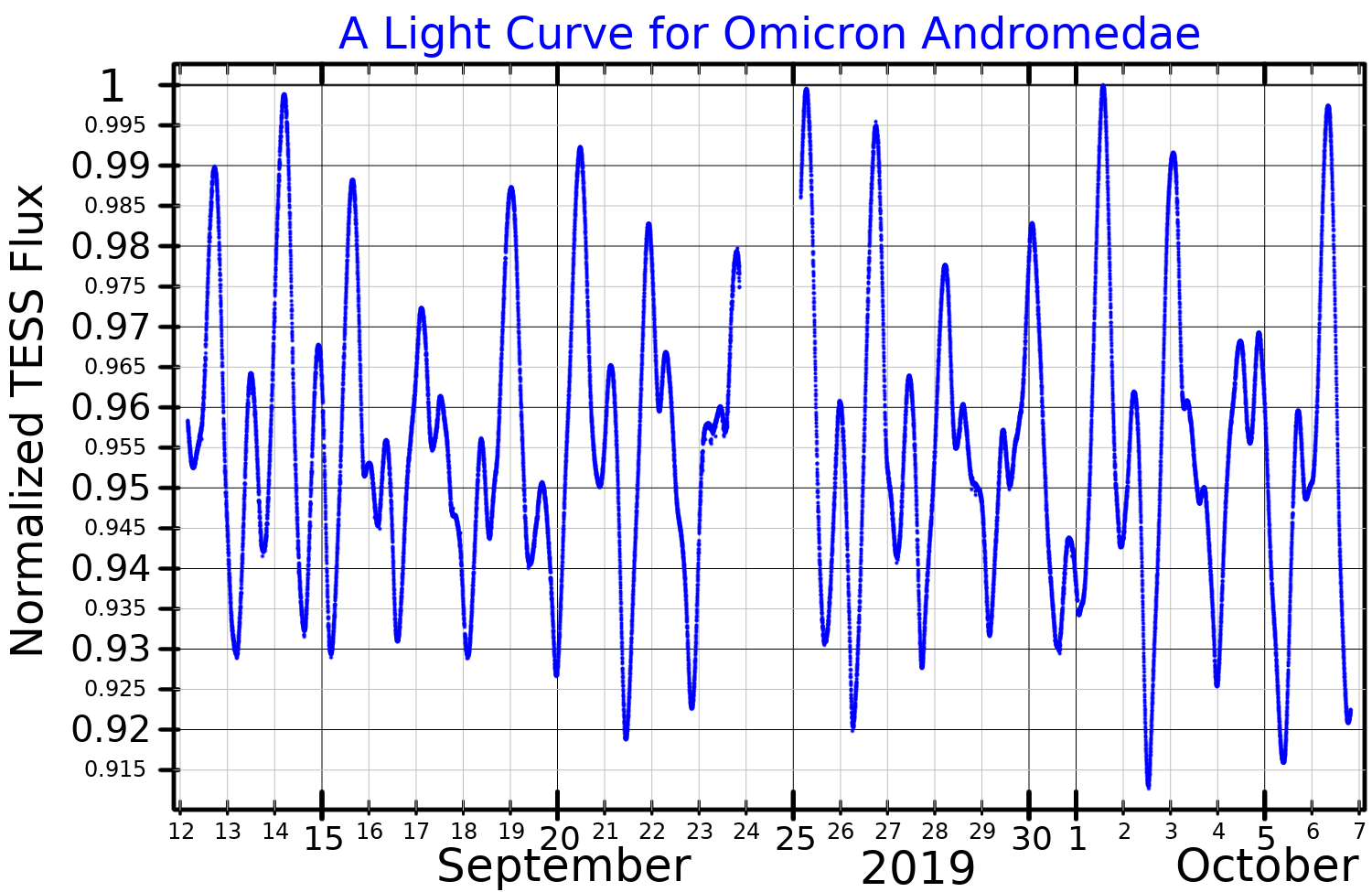
Lichtkromme van Omikron Andromedae

Omikron Andromedae is een dubbelster in het sterrenbeeld Andromeda. De twee sterren in het sterrensysteem zijn Omikron Andromedae A en Omikron Andromedae B. Zij draaien om elkaar heen eens per 68,6 jaar.